# Angela Kaiser-Lahme

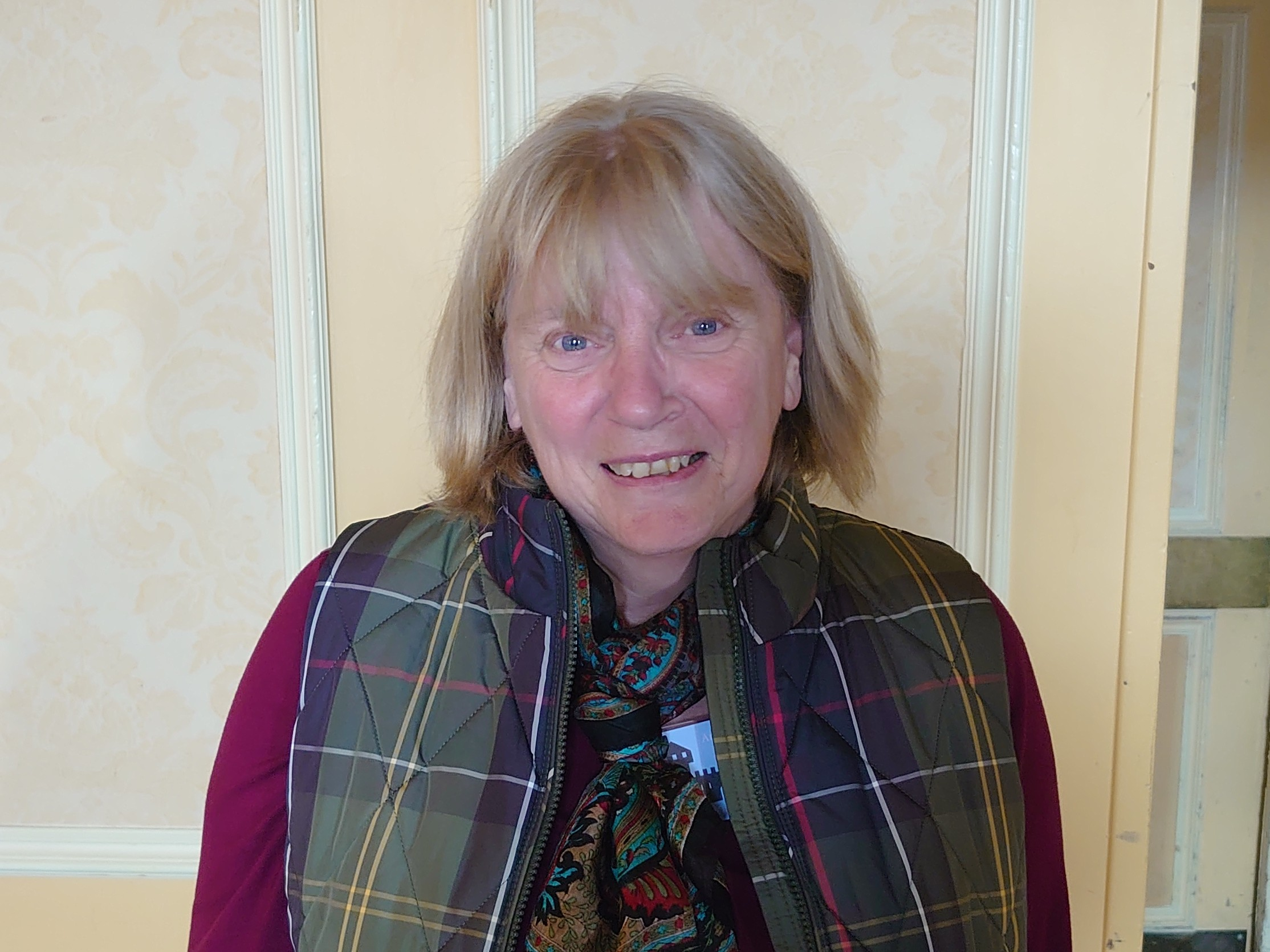
Angela Kaiser-Lahme, 2024

Angela Kaiser-Lahme, geb. Kaiser (* 3. November 1960), ist eine deutsche Historikerin (Schwerpunkt Burgenforschung).

## Leben
Angela Kaiser promovierte 1988 in der Philosophischen Fakultät der Rheinischen Friedrich-Wilhelms-Universität Bonn mit der Dissertation „Lord D’Abernon und die englische Deutschlandpolitik 1920–1926“. Sie war als wissenschaftliche Mitarbeiterin an einem Projekt zur Erschließung der britischen Akten zur Besatzungszeit in Deutschland 1945–1949/55 beteiligt und publizierte 1992 über die Control Commission for Germany (British Element).
Von 2003 bis 2008 war Kaiser-Lahme Geschäftsführerin der Deutschen Gesellschaft für Festungsforschung; 2003 wurde sie außerdem Direktorin Burgen, Schlösser, Altertümer der Generaldirektion Kulturelles Erbe Rheinland-Pfalz mit Sitz auf der Festung Ehrenbreitstein in Koblenz. Diese Dienststelle wurde 1998 innerhalb des Landesamtes für Denkmalpflege als Nachfolgerin der Verwaltung der staatlichen Schlösser Rheinland-Pfalz konstituiert und verwaltet derzeit (2019) etwa 80 Objekte. Kaiser-Lahme ist Mitglied des wissenschaftlichen Ausschusses der Kommission für die Geschichte des Landes Rheinland-Pfalz.

## Publikationen (Auswahl)
- mit Klaus T. Weber, Anja Reichert-Schick: Festungen in Rheinland-Pfalz und im Saarland. Schnell & Steiner, Regensburg 2018, ISBN 978-3-7954-3077-1.[4]
- mit Jens Friedhoff, Anja Ostrowitzki, Matthias Schmandt, Axel von Berg, Wolf-Rüdiger Teegen, Alexander Heising, Achim Wendt, Markus Fritz von Preuschen und Alexander Thon (Hrsg. Direktion Landesmuseum Koblenz, Generaldirektion Kulturelles Erbe): Stadt und Burg am Mittelrhein (1000–1600). Schnell & Steiner, Regensburg 2008, ISBN 978-3-7954-2072-7.[5]
- Hrsg. Die Geschichte des Landesmuseums Koblenz (Veröffentlichungen des Landesmuseums Koblenz Reihe B/Einzelveröffentlichungen Band 71), Verlag Landesmuseum Koblenz, Koblenz 2007, ISBN 978-3-925915-71-0.
- Lord DAbernon und die englische Deutschlandpolitik 1920 - 1926 (Europäische Hochschulschriften Reihe 3: Geschichte und ihre Hilfswissenschaften, Band 362). Peter Lang, Frankfurt am Main 1988 (zugleich phil. Diss. Bonn)